# Gerd Reuther
Gerd Reuther (* 1959 in Neuenmarkt-Hegnabrunn, Landkreis Kulmbach) ist ein deutscher Facharzt für Radiologie. Einer breiteren Öffentlichkeit wurde er durch seine radikale Medizinkritik bekannt, die er vor allem in dem Spiegel-Bestseller Der betrogene Patient publizierte.

## Leben
Nach dem Abitur am Markgraf-Georg-Friedrich-Gymnasium in Kulmbach studierte Reuther Medizin in Erlangen. Er war leitender Arzt am Klinikum in Saalfeld, zuvor ebenfalls in leitender Stellung in Wiesbaden und Wien tätig sowie von 1996 bis 2001 Privatdozent an der Universität Wien. Nach eigenen Aussagen beendete er seine Tätigkeit als Radiologe, auch aus Frustration über das, was er im Buch Der betrogene Patient beschrieben habe. „Ich bin aus dem Medizinbetrieb ausgestiegen, weil meine Zweifel zunehmend gewachsen sind und ich kein Erfüllungsgehilfe mehr für schlechte Medizin sein wollte“.
Reuther lebt in Coburg.

## Politische Aktivitäten
Seit Dezember 2020 ist Reuther Mitglied der Basisdemokratischen Partei Deutschland (dieBasis).
Seit dem Frühjahr 2020 hat Reuther zahlreiche Artikel im Online-Magazin Rubikon veröffentlicht. Rubikon ist eine Plattform der Berliner Verschwörungsszene, die die Gefährlichkeit von SARS-CoV-2 negiert. Seit Juni 2021 verfasst Reuther regelmäßig Meinungsartikel zur COVID-19-Pandemie im rechtsextremistischen und vom Verfassungsschutz beobachteten Blog „PI-News“.

## Der betrogene Patient
In seiner Publikation mit dem Untertitel Ein Arzt deckt auf, warum Ihr Leben in Gefahr ist, wenn Sie sich medizinisch behandeln lassen, stellt er dar, dass die Medizin nicht auf das langfristige Wohlergehen der Kranken abziele, sondern die Kasse der Kliniken und Praxen füllen solle. Thomas Lempert vom Deutschen Ärzteblatt hebt hervor, Reuther kritisiere die Überbetonung der Genetik bei der Krankheitsentstehung, während Umweltfaktoren aus dem Blick gerieten. Gabriele Kaczmarczyk, Vizepräsidentin des DÄB, empfahl das Buch.

## Auszeichnungen
2005 zeichnete die Akademie für Fort- und Weiterbildung der Deutschen Röntgengesellschaft Reuther als Referent mit ihrem Eugenie-und-Felix-Wachsmann-Preis aus.

## Publikationen
- Der betrogene Patient. Riva, München 2017, ISBN 978-3-7423-0071-3.
- Die Kunst, möglichst lange zu leben. Ein Arzt verrät, worauf es wirklich ankommt. Riva, München 2018, ISBN 978-3-7423-0633-3.
- Heilung Nebensache. Eine kritische Geschichte der europäischen Medizin von Hippokrates bis Corona. Riva, München 2021, ISBN 978-3-7423-1776-6.